# Mark Scanlon
Pour les articles homonymes, voir Scanlon.
Mark Scanlon, né le 10 octobre 1980 à Sligo, est un coureur cycliste irlandais, professionnel en janvier 2001 et de 2003 à 2007.

## Biographie
En 1998, Mark Scanlon est Champion du monde sur route juniors. Il monte sur le podium du championnat d'Irlande sur route élites. Il dispute la course en ligne des moins de 23 ans aux championnats du monde, à Plouay en France, et ne parvient pas à terminer la course. En 2001, il participe à nouveau aux championnats du monde à Lisbonne au Portugal. Il y prend la 36e place de la course en ligne des moins de 23 ans et la 23e du contre-la-montre de cette catégorie. En 2002, il devient champion d'Irlande sur route et connait une troisième participation aux championnats du monde espoirs, à Zolder en Belgique. Il obtient la 13e place du contre-la-montre et finit 20e de la course en ligne.
Stagiaire au sein de l'équipe française AG2R Prévoyance à la fin de l'année 2002, il y devient coureur professionnel en 2003. Il est à nouveau champion d'Irlande. Il gagne également une étape du Tour du Danemark, dont il prend la cinquième place du classement général, et termine sixième du Grand Prix de Plouay. En 2004, il participe au Tour de France.
En 2007, il rejoint l'équipe américaine Toyota-United. Il met un terme à sa carrière à l'issue de la saison en août 2007, à l'âge de 26 ans.

## Palmarès
| - 1997 - Champion d'Irlande du contre-la-montre juniors - 8e et 9e étape du Tour d'Irlande juniors - 2e du Tour d'Irlande juniors - 1998 - Champion du monde sur route juniors - Champion d'Irlande sur route juniors - Tour d'Irlande juniors : - Classement général - 1re, 8e et 9e étapes - Circuit Het Volk juniors - 1999 - 2e du Tour d'Ulster - 3e du championnat d'Irlande sur route - 2000 - Circuit des Quatre Cantons - 1re étape des Boucles de l'Essonne - Belfast-Dublin-Belfast : - Classement génétral - 1re et 2e étapes - 1re et 6e étapes du Tour de Hokkaido - 2e du championnat d'Irlande sur route - 3e de la Flèche Charente Limousine - 2001 - Grand Prix d'Espéraza - Grand Prix des Ambulances Deleyrolles - Joey Whyte Memorial - 4e étape de la FBD Insurance Rás - 2e du championnat d'Irlande sur route - 10e du championnat d'Europe du contre-la-montre espoirs | - 2002 - Champion d'Irlande sur route - Rás an Turcaí Galway - Grand Prix Pierre-Pinel - Les Monts du Luberon-Trophée Luc Leblanc - Bourg-Hauteville-Bourg - Grand Prix des Cévennes - Souvenir Alexandre-Castillo - 3e du Grand Prix de Saint-Étienne Loire - 3e du Prix des Coteaux d'Aix - 3e du Grand Prix de Charvieu-Chavagneux - 3e du Grand Prix d'Isbergues - 2003 - Champion d'Irlande sur route - 1re étape du Tour du Danemark - 6e du Grand Prix de Plouay - 2004 - EOS Tallinn GP - Ühispanga Tartu GP - 2e du Grand Prix de Denain - 2005 - 4e étape du Circuit des Ardennes - 3e étape du Tour de Castille-et-León (contre-la-montre par équipes) - 2e du championnat d'Irlande sur route - 3e du Tour du Doubs - 3e du Tour de la Somme |

## Résultats sur les grands tours

### Tour de France
1 participation
- 2004 : 89e

### Tour d'Italie
1 participation
- 2006 : abandon (12e étape)

## Classements mondiaux
| Année           | 2005 |
| --------------- | ---- |
| UCI Europe Tour | 146e |